# Хойчжоу
Хойчжо́у или Хуэйчжоу (кит. упр. 惠州, пиньинь Hùizhōu) — городской округ в провинции Гуандун КНР.

## История
Ещё во времена империи Цинь в 214 году до н. э. был создан уезд Фуло (傅罗县). Во времена империи Хань он входил в состав Наньхайского округа (南海郡), во времена империи Цзинь уезд был в 280 году переименован в Боло, а из Наньхайского округа в 326 году был выделен Дунгуаньский округ (东官郡). В эпоху Южных и северных династий, когда эти места входили в состав южной империи Лян, в 503 году из Дунгуаньского округа был выделен Лянхуаский округ (梁化郡), власти которого разместились в уезде Боло.
После объединения китайских земель в империю Суй Лянхуаский округ был в 591 году расформирован, и была создана Сюньчжоуская область (循州), власти которой разместились в этих местах в созданном тогда же уезде Гуйшань (归善县). В 607 году Сюньчжоуская область была переименована в Лунчуаньский округ (龙川郡), но после смены империи Суй на империю Тан Лунчуаньский округ в 622 году вновь стал Сюньчжоуской областью.
В эпоху Пяти династий и десяти царств, когда эти места находились в составе государства Южная Хань, в 917 году из Сюньчжоуской области, власти которой переехали в уезд Лунчуань, была выделена Чжэньчжоуская область (祯州), власти которой разместились в уезде Гуйшань. Во времена империи Сун из-за практики табу на имена после того, как в 1020 году Чжао Чжэнь был объявлен наследником престола, чтобы избежать употребления иероглифа «чжэнь», которым записывалось его личное имя, Чжэньчжоуская область была переименована в Хойчжоускую область (惠州).
После монгольского завоевания и образования империи Юань Хойчжоуская область стала в 1276 году Хойчжоуским регионом (惠州路). После свержения власти монголов и образования империи Мин «регионы» были переименованы в «управы» — так в 1368 году появилась Хойчжоуская управа (惠州府), власти которой по-прежнему размещались в уезде Гуйшань. После Синьхайской революции в Китае была проведена реформа структуры административного деления, в результате которой управы были упразднены, поэтому в 1912 году Хойчжоуская управа была расформирована. Уезд Гуйшань был в 1914 году переименован в Хойян.
После вхождения этих мест в состав КНР в 1950 году был образован состоящий из 11 уездов Специальный район Дунцзян (东江专区), власти которого разместились в уезде Хойян. В 1952 году Специальный район Дунцзян был расформирован, и были образованы Административный район Юэчжун (粤中行政区), в состав которого перешли уезды Боло и Лунмэнь, и Административный район Юэдун (粤东行政区), в состав которого перешёл уезд Хойян. В конце 1955 года было принято решение о расформировании Административных районов, и с 1956 года эти места перешли в состав состоящего из 13 уездов нового Специального района Хойян (惠阳专区). В апреле 1958 года посёлок Хойчжоу был выделен из уезда Хойян в отдельный городской уезд, а оставшаяся часть уезда стала уездом Хойдун. В ноябре 1958 года уезд Лунмэнь был присоединён к уезду Цзэнчэн, а городской уезд Хойчжоу и уезд Хойдун были вновь объединены в уезд Хойян. В марте 1959 года Специальный район Хойян был расформирован, и эти места вошли в состав Специального района Фошань (佛山专区).
В октябре 1961 года уезд Лунмэнь был вновь выделен из уезда Цзэнчэн и вошёл в состав Специального района Фошань.
В июне 1963 года Специальный район Хойян был воссоздан. В октябре 1964 года посёлок Хойчжоу был опять выделен из уезда Хойян в отдельный городской уезд. В июле 1965 года восточная часть уезда Хойян была выделена в отдельный уезд Хойдун.
В октябре 1970 года Специальный район Хойян был переименован в Округ Хойян (惠阳地区). В марте 1975 года уезд Лунмэнь был передан под юрисдикцию властей Гуанчжоу.
Постановлением Госсовета КНР от 1 января 1988 года был расформирован округ Хойян, а вместо него было образовано несколько городских округов, одним из которых стал городской округ Хойчжоу; городской уезд Хойчжоу был при этом преобразован в район Хойчэн.
В 1994 году уезд Хойян был преобразован в городской уезд.
В 2003 году городской уезд Хойян был преобразован в район городского подчинения.

## Население
Местное население говорит на диалекте Хойчжоу, а также на локальных диалектах хакка, хокло и кантонского.

## Административно-территориальное деление
Городской округ Хойчжоу делится на 2 района, 3 уезда:
| Карта                            | Карта    | Карта     | Карта        | Карта            | Карта         |
| -------------------------------- | -------- | --------- | ------------ | ---------------- | ------------- |
| Хойчэн Хойян Боло Хойдун Лунмынь |          |           |              |                  |               |
| Статус                           | Название | Иероглифы | Пиньинь      | Население (2020) | Площадь (км²) |
| Район                            | Хойчэн   | 惠城区    | Huìchéng qū  |                  |               |
| Район                            | Хойян    | 惠阳区    | Huìyáng qū   |                  |               |
| Уезд                             | Боло     | 博罗县    | Bóluó xiàn   |                  |               |
| Уезд                             | Хойдун   | 惠东县    | Huìdōng xiàn |                  |               |
| Уезд                             | Лунмынь  | 龙门县    | Lóngmén xiàn |                  |               |

## Экономика
В городском округе базируется производитель бытовой электроники TCL Corporation, также здесь расположены нефтехимический комбинат ExxonMobil (производство этилена и полимерной упаковки), нефтехимический комбинат CNOOC / Shell Petrochemicals (производство этилена, поликарбоната и растворителей), нефтехимический завод Hengli Petrochemical, газовая ТЭС компании China National Offshore Oil Corporation, стекольный завод AGC. В прибрежной зоне Хойчжоу активно развивается ветряная энергетика.  
В районе Хойян расположены химический завод Zhongxin Chemical Industry, газовая ТЭС «Хойчжоу» (Huizhou LNG Power Station) и угольная ТЭС «Хойчжоу» (Huizhou Power Station); в районе Хойдун — атомная электростанция «Тайпинлин» (Taipingling Nuclear Power Plant) и угольная ТЭС «Пинхай» (Pinghai Power Station); в районе Боло — ГЭС «Хойчжоу».

### Промышленность
В Хойчжоу расположены заводы бытовой электроники TCL Corporation, TCL CSOT и Tonly Electronics, аккумуляторные заводы BYD, EVE Energy, Desay Battery и Blueway Electronics, заводы автомобильных комплектующих Desay SV Automotive и Foryou Corporation, заводы промышленного оборудования Yinghe Technology, завод мобильных телефонов Qiaoxing Group, заводы полупроводниковой продукции Victory Giant Technology и China Eagle Electronic Technology, завод аудио продукции Tymphany Acoustic Technology, завод электротехники Topband Electrical Technology, завод устройств хранения данных Hitachi-LG Data Storage, химический завод Mitsubishi Chemical Holdings.

## Транспорт

### Рельсовый
Центральный вокзал Хойчжоу (Хойчэн) обслуживает железную дорогу Пекин — Коулун. Вокзал Хойчжоу-Западный (Хойчэн) обслуживает железные дороги Пекин — Коулун и Хойчжоу — Даявань.
Основной поток пассажиров обслуживает междугородняя линия Хойчжоу — Дунгуань, введённая в эксплуатацию в 2017 году. В мае 2024 года линия была продлена через Гуанчжоу и Фошань до Чжаоцина.

## Образование
В Хойчжоу базируются университет Хойчжоу и университет радио и телевидения Хойчжоу.

## Спорт
Олимпийский стадион Хойчжоу открыт 5 февраля 2010 года. Вместимость — 40 тыс. мест. В сезоне 2011 года был домашним стадионом китайского футбольного клуба Шэньчжэнь.